# Săvinești
Săvinești è un comune della Romania di 6 608 abitanti, ubicato nel distretto di Neamț, nella regione storica della Moldavia. 
Il comune è formato dall'unione di 2 villaggi: Dumbrava-Deal e Săvinești.